# 烏克蘭東部反恐行動
烏克蘭東部反恐行動（烏克蘭語：Антитерористична операція на сході України）是烏克蘭執法機構的一套軍事和特殊組織和法律措施，旨在打擊俄羅斯和親俄分離武裝主義勢力在烏克蘭東部戰爭中的非法活動。2014年4月12日夜，烏克蘭國家安全與國防事務委員會決定啟動該行動，並於次日（4月13日）向大眾公佈了這一訊息。行動本身從2014年4月14日持續到2018年4月30日。在此之後，引入了聯合部隊行動（JFO），將行動的管理權轉交給烏克蘭武裝部隊聯合作戰司令部。
據烏克蘭當局稱，為擊退俄羅斯在2014年春季的侵略，由於迫切需要舉行總統和議會選舉，選擇了反恐行動的法律制度。在戒嚴令下，選舉是不可能的。

## 指揮官
- 2017年11月9日以前：亚历山大·洛科塔（英语：Oleksandr Lokota）中將[2]
- 2017年11月9日以後：米哈伊洛·扎布羅茨基（英语：Mykhailo Zabrodskyi）中將[2][3]